# Josefin Edvinsson
Josefin Edvinsson (1972) è un'ex sciatrice alpina svedese.

## Biografia
Specialista delle prove veloci, la Edvinsson debuttò in campo internazionale in occasione dei Mondiali juniores di Geilo/Hemsedal 1991; in Coppa del Mondo ottenne un solo piazzamento, il 50º posto nella discesa libera disputata a Kvitfjell il 13 marzo 1993, ultima gara della sua carriera. Non prese parte a rassegne olimpiche o iridate.

## Palmarès

### Campionati svedesi
- 1 medaglia (dati parziali)[1]:
  - 1 oro (supergigante nel 1993)